# 딩웨이
딩웨이(중국어 간체자: 丁伟, 정체자: 丁偉, 병음: dīng wěi, 한자음: 정위, 1979년 5월 16일 ~ )는 중국 윈난성 추슝 이족 자치주 난화현 출신의 중국기원 소속 바둑 기사이다.

## 경력
- 전국개인전 우승(1997)
- 8회 삼성화재배 16강
- 12회 LG배 본선
- 2007년 9단
- 명인전 준우승
- 13회 삼성화재배 본선
- 14회 LG배 본선
- 2회 BC카드배 본선
- 4회 BC카드배 본선